# بولين وونغ
بولين وونغ (بالهولندية: Pauline Wong) مواليد 23 نوفمبر 1985 في فلاردينجن، هي لاعبة كرة مضرب هولندية سابقة بدأت مسيرتها كمحترفة سنة 2001 وكانت تلعب باليد اليمنى، اعتزلت اللعب في 2009. أعلى تصنيف لها في الفردي كان المركز الـ 323 في سنة 2008. أعلى تصنيف لها في الزوجي كان المركز الـ 257 في سنة 2008.

## روابط خارجية
- بولين وونغ على موقع رابطة محترفات التنس (الإنجليزية)
- بولين وونغ على موقع الاتحاد الدولي لكرة المضرب (الإنجليزية)
- بولين وونغ على موقع كأس بيلي جين كينغ (الإنجليزية)
- بولين وونغ على موقع خلاصة التنس.كوم (الإنجليزية)